# Шарл VII Победник
Шарл VII Победник (фр. Charles VII de France, Charles le Victorieux; Париз, 22. фебруар 1403 — Меун на Иевру, 22. јул 1461) је био француски краљ (1422—1461) из династије Валоа. Успео је ослободити Француску од Енглеза током Стогодишњег рата. Реформисао је француску војску и државу.

### Француска је поражена
Био је пети и једини преживели син Шарла VI Лудог. Као младога чувала га је будућа ташта Јоланда од Арагона. То је било време грађанског рата у Француској између Армањака и Бургундијаца, а истовремено је трајала енглеска инвазија. Када му је 1422. умро отац Шарл VI Луди, он не постаје краљ, иако је био престолонаследник.
Према уговору у Троју 1420. након смрти Шарла VI Лудог, француску круну преузимају наследници енглеског краља Хенрија V. Француска је била поражена током те треће фазе Стогодишњег рата, па је била принуђена на такав понижавајући мир.

### Хенри VI постаје и француски краљ
Француску круну преузима 1422. Хенри VI. Шарл VII не прихвата уговор из Троја и себе сматра легитимним краљем, па се повлачи на југ, преко Лоаре и наставља борбу против Енглеза. Пошто више није постојала организована француска војска, Енглези су лако побеђивали остатке некад славне француске војске.
Шарл VII Победник се оженио Маријом Анжу, која је била из моћне и богате породице Анжу. Његова ташта Јоланда од Арагона му је много помогла. Без те финансијске помоћи Шарл VII Победник никад не би успео против бројних противника. Енглеска је у свом савезу држала Бургундију и Бретању.

### Појава Јованке Орлеанке

#### Порекло Јованке Орлеанке и опсада Орлеана
1428. године Енглези су са знатним снагама предузели нову офанзиву и опсели у октобру те године Орлеан, који је представљао кључ за југ Француске. Око Орлеана заметнута је упорна борба. Појава Јованке Орлеанке је представљала прекретницу у рату са Енглезима.
Око Јованке Орлеанке настало је много легенди. Њену су делатност час идеализовали, као што је то чинила црквено-монархиска традиција, час представљали на сатиричан начин да би разбили католичке легенде, као што је чинио Волтер. Али, данас су извори за ту епоху тако добро проучени да можемо створити јасну представу ко је она била и какву је историјску улогу одиграла.
Јованка Орлеанка била је сељанка из Источне Француске, из села Домремија које је лежало између Шампање и Лотарингије. Њена историјска појава представљала је симптом расположења које је у то време владало међу француским сељаштвом, страшно опустошеним пљачкањем енглеских најамника као и борбом француских феудалних клика, посебно акцијама бургундаца. Сељаци су тада полагали наду у краљевску власт која је имала да протера Енглезе и да прекине с метежом у Француској.
Јованка Орлеанка је била убеђена да се њена мисија састоји у томе да ослободи Орлеан опсаде и да Шарла VII крунише у Ремсу. У томе је она видела извршење божје воље. Ома је веровала да су јој сам бог и његови светитељи указали на њену мисију. Јованка Орлеанка је успела да добије аудијенцију код Шарла VII и да наведе тог неодлучног и слабог човека на енергичну акцију. Омогућили су јој да се стави на чело војске или, тачније, да се придружи трупама које су ишле у помоћ Орлеану. Тврдила је да је добила божје визије и да јој божји глас говори да протера Енглезе. Уз њу су, додуше, били искусни команданти, али је она непосредно учествовала у биткама. Навукла је на себе ритерску ратну опрему, и њена појава на челу војске силно је одушевљавала борце. Њој је пошло за руком да ослободи Орлеан опсаде. Јованки Орлеанки је помогла донекле околност што се положај Енглеза у Француској у то доба погоршао . Успела је подићи морал француске војске у Орлеану, присиливши Енглезе 1429. да одустану од опсаде.

#### Успеси Јованке Орлеанке
Инспирисани Јованком Орлеанком Французи заузимају неколико јаких енглеских упоришта у Лоари.
После тога 8.000 француских војника побеђује 3.000 Енглеза 1429. у бици код Патаја. То је била прва велика француска победа, после које се Шарл VII Победник свечано крунише за краља 17. јула 1429. у катедрали у Ремсу.
После тога Јованка Орлеанка је сматрала да је извршила своју мисију. Како каже Маркс:
она ... је пала пред ноге животиње Шарла VII, молила га да је отпусти... али ју је он задржао да би је и убудуће искористио.

#### Пад
Међутим, дворани незадовољни порастом утицаја просте сељачке девојке, пожурили су да је се отресу. У бици код Компијења, где је Јованка Орлеанка морала да са својим одредом отступи ка градској капији, нашла се пред затвореним вратима. Бургундци су је заробили и продали Енглезима (1430. године).
Енглези су образовали против ње црквени суд у коме је узело учешћа француско свештенство, првенствено париско. Суђено јој је у Руану, главном граду Нормандије. На челу тог суда био је епископ Кошон (Cauchon; француска реч cochon, која се исто изговара, значи свињу. Зато Маркс и назива председника суда збиља свињом). Јованку су оптужили за чаробњаштво и лажна пророчанства. Можда су је ставили и на муке. Осуђена је на смртну казну и спаљена у Руану 1431. године.
Та смртна казна, ипак, никакве користи није донела Енглезима. Њихова је ствар у Француској била изгубљена.
Општенародни полет који је тако живо дошао до изражаја у делатности Јованке Орлеанке збио је око краља Шарла VII и сељаштво и племство и буржоазију.

### Реформе француске војске и државе
Почиње раздобље малих француских победа и лаганог преотимања Француске од Енглеза. Шарл VII Победник је модернизовао француску војску и управу. Тиме је утро пут коначној победи. Заменио је феудално регрутовање, па је увео професионалну стајаћу војску.
Централизује француску државу спречавајући да уско феудални интереси буду јачи од државних интереса целе Француске. Централизација државе и реформа система опорезивања довеле су до тога да је Шарл могао скупити све више новца опорезивањем и тиме имати професионалнију стајаћу војску.

#### Јачање централне власти
За време Шарла VII (1422—1461 г.) поново је ојачала краљевска власт, учвршћена низом важних реформи.
Државни сталежи сазвани 1439 г. дозволили су краљу једном заувек скупљање непосредног пореза, такозваног таја, у висини од 1,2 милиона ливри ради издржавања стајаће војске. Увођење стајаће војске била је врло важна реформа. Војни систем у почетку се у Француској заснивао на феудалним трупама, а затим на најамничкој војсци. Шарл V пренео је тежиште на најамничку војску. Али је и ово представљало низ незгода. То није била стајаћа војска, она се најмила само у случају рата, а по свршетку рата распуштала. Видели смо како се та војска наплаћивала на рачун становништва.
Шарл VII није потпуно напустио систем најамништва. У његово доба и даље је употребљавана најамничка војска, али је он углавном прешао на систем стајаће војске. Ова се делила на два дела. Један су чинили такозвани одреди краљевске команде, размештени као гарнизони по градовима, на чији су се рачун и издржавали. Они су се делили на мање одреде — копља. У сваком копљу било је коњичких снага и пешадије — стрелаца и копљоноша. У војску краљевске команде, нарочито у коњицу, радо су ишли ситни ритери којима нису били довољни приходи с њихових иситњених поседа, пошто се та служба добро плаћала. Други део војске чинили су слободни стрелци (francs archers), тако названи зато што су били ослобођени пореза. Они су попуњавани по принципу: један стрелац на 50 кућа. Слободни стрелци морали су се скупљати с времена на време ради војне обуке и представљали су сталну резерву одакле су се могле црпсти нове војне снаге. Затим, за време Шарла VII нарочита се пажња почела поклањати артилерији; она је играла важну улогу при опсадним операцијама које су тада чиниле битни део ратних акција. Но, одлучна је промена извршена у артилерији тек доцније.

#### Банкари у финансијској управи
За владе Шарла VII треба истаћи још један важан моменат — све јаче коришћење новчане акумулације буржоазије у циљу јачања краљевске власти. Краљу је стално недостајао новац, нарочито за ратне сврхе. Показало се да је сам тај недовољан, па је требало тражити зајмове. Краљеви су већ давно почели да прибегавају зајмовима још у XIV в. Стогодишњи рат у знатној је мери вођен новцем. који је тим путем добијен. Краљ је морао да тражи новац од јужнофранцуских банкара који су потискивали Италијане. Али, пошто му је било врло тешко да исплати повериоце, он им је давао у закуп ове или оне приходе (скупљање посредних пореза, пореза на со и сл.). Последица је била да су представници буржоазије били уведени у систем краљевске управе и да су заузели одговорна места у краљевском савету (Жан Биро, Жак Кер и др.). Нарочито је интересантна каријера Жака Кера, који је био најбогатији човек тадашње Француске и који је од краља добио племићку титулу. Он је стекао имање углавном тргујући са Истоком. Његови контоари у Монпељеу и Марсеју трговали су зачинима, свиленим тканинама и робовима довоженим са Истока. Жак Кер се истовремено бавио експлоатацијом рудника у самој Француској. Захваљујући порасту овог богатства он је ускоро стекао велики политички утицај, заузимао низ истакнутих положаја у државној управи и чак постао члан краљевског савета. Ипак је Кер јадно завршио: 1451 г. био је захваљујући интригама својих многобројних непријатеља ухапшен, лишен читавог имања и принуђен да заврши живот у туђини.

### Бургундија на страни Шарла VII Победника
Филип III од Бургундије је 1435. прешао на страну Француза, пошто су и Енглези и Филип желели Низоземску. То означава велику прекретницу у рату. Париз је дотад био под контролом Бургундије, па се тиме враћа Француској. Енглези тиме губе најјачег савезника, а Французи га добијају. Тиме се већ наслућује исход рата, који ће трајати још 19 година после тога. Бургундија је финансијски знатно допринела каснијим француским успесима.

### Ослобођење Француске
Енглези су и даље били супериорнији у биткама, па зато Шарл VII спроводи политику избегавања великих битака. Углавном се спроводи фабијанска стратегија избегавања великих битака, а напада се углавном герилски. Енглези су имали много мање војника од Француза, а држање великих територија им је везало мали број војника на много места. Французи би одлучивали где ће ударити и савладати мали број Енглеза. Тако су преотимали град за градом. У самој Енглеској краљевска је власт била у пуном опадању; око престола вођена је борба између феудалних клика за власт.
У међувремену је француска војска постајала и тактички боља, јер се све више трансформисала у стајаћу војску, која је била много снажнија и моћнија од феудалних војски.
Французи су успели 1449. заузети Руан, а Шербур и Бордо 1451. године. Енглези покушавају при крају рата да поврате Гаскоњу, али безуспешно. Коначно побеђују Французи 1453. у последњој бици код Кастијона. Тиме је био завршен Стогодишњи рат, а Француска ослобођена. Једино је град Кале остао у рукама Енглеза.

## Породично стабло
|  |                                                |  |  |  |  |  |  |  |  |  |  |  |  |  |  |  |
|  | 16. Филип VI                                   |  |  |  |  |  |  |  |  |  |  |  |  |  |  |  |
|  |                                                |  |  |  |  |  |  |  |  |  |  |  |  |  |  |  |
|  |                                                |  |  |  |  |  |  |  |  |  |  |  |  |  |  |  |
|  | 8. Жан II Добри                                |  |  |  |  |  |  |  |  |  |  |  |  |  |  |  |
|  |                                                |  |  |  |  |  |  |  |  |  |  |  |  |  |  |  |
|  |                                                |  |  |  |  |  |  |  |  |  |  |  |  |  |  |  |
|  | 17. Жана Бургундијска                          |  |  |  |  |  |  |  |  |  |  |  |  |  |  |  |
|  |                                                |  |  |  |  |  |  |  |  |  |  |  |  |  |  |  |
|  |                                                |  |  |  |  |  |  |  |  |  |  |  |  |  |  |  |
|  | 4. Шарл V                                      |  |  |  |  |  |  |  |  |  |  |  |  |  |  |  |
|  |                                                |  |  |  |  |  |  |  |  |  |  |  |  |  |  |  |
|  |                                                |  |  |  |  |  |  |  |  |  |  |  |  |  |  |  |
|  | 18. Јован Слепи                                |  |  |  |  |  |  |  |  |  |  |  |  |  |  |  |
|  |                                                |  |  |  |  |  |  |  |  |  |  |  |  |  |  |  |
|  |                                                |  |  |  |  |  |  |  |  |  |  |  |  |  |  |  |
|  | 9. Бона Чешка                                  |  |  |  |  |  |  |  |  |  |  |  |  |  |  |  |
|  |                                                |  |  |  |  |  |  |  |  |  |  |  |  |  |  |  |
|  |                                                |  |  |  |  |  |  |  |  |  |  |  |  |  |  |  |
|  | 19. Елизабета од Чешке                         |  |  |  |  |  |  |  |  |  |  |  |  |  |  |  |
|  |                                                |  |  |  |  |  |  |  |  |  |  |  |  |  |  |  |
|  |                                                |  |  |  |  |  |  |  |  |  |  |  |  |  |  |  |
|  | 2. Шарл VI Луди                                |  |  |  |  |  |  |  |  |  |  |  |  |  |  |  |
|  |                                                |  |  |  |  |  |  |  |  |  |  |  |  |  |  |  |
|  |                                                |  |  |  |  |  |  |  |  |  |  |  |  |  |  |  |
|  | 20. Луј I, војвода од Бурбона                  |  |  |  |  |  |  |  |  |  |  |  |  |  |  |  |
|  |                                                |  |  |  |  |  |  |  |  |  |  |  |  |  |  |  |
|  |                                                |  |  |  |  |  |  |  |  |  |  |  |  |  |  |  |
|  | 10. Пјер I, војвода од Бурбона                 |  |  |  |  |  |  |  |  |  |  |  |  |  |  |  |
|  |                                                |  |  |  |  |  |  |  |  |  |  |  |  |  |  |  |
|  |                                                |  |  |  |  |  |  |  |  |  |  |  |  |  |  |  |
|  | 21. Mary of Avesnes                            |  |  |  |  |  |  |  |  |  |  |  |  |  |  |  |
|  |                                                |  |  |  |  |  |  |  |  |  |  |  |  |  |  |  |
|  |                                                |  |  |  |  |  |  |  |  |  |  |  |  |  |  |  |
|  | 5. Jeanne of Bourbon                           |  |  |  |  |  |  |  |  |  |  |  |  |  |  |  |
|  |                                                |  |  |  |  |  |  |  |  |  |  |  |  |  |  |  |
|  |                                                |  |  |  |  |  |  |  |  |  |  |  |  |  |  |  |
|  | 22. Шарл Валоа                                 |  |  |  |  |  |  |  |  |  |  |  |  |  |  |  |
|  |                                                |  |  |  |  |  |  |  |  |  |  |  |  |  |  |  |
|  |                                                |  |  |  |  |  |  |  |  |  |  |  |  |  |  |  |
|  | 11. Изабела Валоа (1313—1388)                  |  |  |  |  |  |  |  |  |  |  |  |  |  |  |  |
|  |                                                |  |  |  |  |  |  |  |  |  |  |  |  |  |  |  |
|  |                                                |  |  |  |  |  |  |  |  |  |  |  |  |  |  |  |
|  | 23. Махо од Шатијона                           |  |  |  |  |  |  |  |  |  |  |  |  |  |  |  |
|  |                                                |  |  |  |  |  |  |  |  |  |  |  |  |  |  |  |
|  |                                                |  |  |  |  |  |  |  |  |  |  |  |  |  |  |  |
|  | 1. Шарл VII Победник                           |  |  |  |  |  |  |  |  |  |  |  |  |  |  |  |
|  |                                                |  |  |  |  |  |  |  |  |  |  |  |  |  |  |  |
|  |                                                |  |  |  |  |  |  |  |  |  |  |  |  |  |  |  |
|  | 24. Лудвиг IV Баварски                         |  |  |  |  |  |  |  |  |  |  |  |  |  |  |  |
|  |                                                |  |  |  |  |  |  |  |  |  |  |  |  |  |  |  |
|  |                                                |  |  |  |  |  |  |  |  |  |  |  |  |  |  |  |
|  | 12. Штефан II, војвода Баварске                |  |  |  |  |  |  |  |  |  |  |  |  |  |  |  |
|  |                                                |  |  |  |  |  |  |  |  |  |  |  |  |  |  |  |
|  |                                                |  |  |  |  |  |  |  |  |  |  |  |  |  |  |  |
|  | 25. Beatrix of Silesia-Glogau                  |  |  |  |  |  |  |  |  |  |  |  |  |  |  |  |
|  |                                                |  |  |  |  |  |  |  |  |  |  |  |  |  |  |  |
|  |                                                |  |  |  |  |  |  |  |  |  |  |  |  |  |  |  |
|  | 6. Штефан III, војвода Баварске                |  |  |  |  |  |  |  |  |  |  |  |  |  |  |  |
|  |                                                |  |  |  |  |  |  |  |  |  |  |  |  |  |  |  |
|  |                                                |  |  |  |  |  |  |  |  |  |  |  |  |  |  |  |
|  | 26. Фридрих III Сицилијански                   |  |  |  |  |  |  |  |  |  |  |  |  |  |  |  |
|  |                                                |  |  |  |  |  |  |  |  |  |  |  |  |  |  |  |
|  |                                                |  |  |  |  |  |  |  |  |  |  |  |  |  |  |  |
|  | 13. Елизабета од Сицилије, војвоткиња Баварске |  |  |  |  |  |  |  |  |  |  |  |  |  |  |  |
|  |                                                |  |  |  |  |  |  |  |  |  |  |  |  |  |  |  |
|  |                                                |  |  |  |  |  |  |  |  |  |  |  |  |  |  |  |
|  | 27. Елеонора Анжујска                          |  |  |  |  |  |  |  |  |  |  |  |  |  |  |  |
|  |                                                |  |  |  |  |  |  |  |  |  |  |  |  |  |  |  |
|  |                                                |  |  |  |  |  |  |  |  |  |  |  |  |  |  |  |
|  | 3. Изабела Баварска                            |  |  |  |  |  |  |  |  |  |  |  |  |  |  |  |
|  |                                                |  |  |  |  |  |  |  |  |  |  |  |  |  |  |  |
|  |                                                |  |  |  |  |  |  |  |  |  |  |  |  |  |  |  |
|  | 28. Стефано Висконти                           |  |  |  |  |  |  |  |  |  |  |  |  |  |  |  |
|  |                                                |  |  |  |  |  |  |  |  |  |  |  |  |  |  |  |
|  |                                                |  |  |  |  |  |  |  |  |  |  |  |  |  |  |  |
|  | 14. Бернабо Висконти                           |  |  |  |  |  |  |  |  |  |  |  |  |  |  |  |
|  |                                                |  |  |  |  |  |  |  |  |  |  |  |  |  |  |  |
|  |                                                |  |  |  |  |  |  |  |  |  |  |  |  |  |  |  |
|  | 29. Valentina Doria                            |  |  |  |  |  |  |  |  |  |  |  |  |  |  |  |
|  |                                                |  |  |  |  |  |  |  |  |  |  |  |  |  |  |  |
|  |                                                |  |  |  |  |  |  |  |  |  |  |  |  |  |  |  |
|  | 7. Taddea Visconti                             |  |  |  |  |  |  |  |  |  |  |  |  |  |  |  |
|  |                                                |  |  |  |  |  |  |  |  |  |  |  |  |  |  |  |
|  |                                                |  |  |  |  |  |  |  |  |  |  |  |  |  |  |  |
|  | 30. Mastino II della Scala                     |  |  |  |  |  |  |  |  |  |  |  |  |  |  |  |
|  |                                                |  |  |  |  |  |  |  |  |  |  |  |  |  |  |  |
|  |                                                |  |  |  |  |  |  |  |  |  |  |  |  |  |  |  |
|  | 15. Beatrice Regina della Scala                |  |  |  |  |  |  |  |  |  |  |  |  |  |  |  |
|  |                                                |  |  |  |  |  |  |  |  |  |  |  |  |  |  |  |
|  |                                                |  |  |  |  |  |  |  |  |  |  |  |  |  |  |  |
|  | 31. Taddea da Carrara                          |  |  |  |  |  |  |  |  |  |  |  |  |  |  |  |
|  |                                                |  |  |  |  |  |  |  |  |  |  |  |  |  |  |  |
|  |                                                |  |  |  |  |  |  |  |  |  |  |  |  |  |  |  |